# 1904 en chimie
Cet article présente les faits marquants de l'année 1904 en chimie.

## Évènements
- 23 septembre : le physicien français Paul Langevin développe sa théorie du magnétisme (Fonction de Langevin) lors d'une communication présentée au Congrès international des arts et des sciences à Saint-Louis, Missouri intitulée « La physique des électrons », publiée  dans la Revue générale des sciences le 15 mars 1905[1].
- Le chimiste allemand Friedrich Stolz réussit à fabriquer synthétiquement de l’adrénaline chez Hoechst à Francfort[2].
- Le chimiste français Auguste Georges Darzens découvre la réaction de Darzens[3].
- Le chimiste français Louis Bouveault décrit la synthèse d'aldéhyde de Bouveault[4].
- Le physicien britannique Joseph John Thomson propose un modèle atomique (plum pudding model)[5].
- Le physicien japonais Hantaro Nagaoka propose un modèle de la structure de l'atome, où les électrons orbitent autour d'un noyau dense et forment un anneau similaire à celui de Saturne. Il est abandonné en 1911 au profit du modèle atomique de Rutherford[6],[7].

## Prix
- Prix Nobel de chimie : William Ramsay en reconnaissance de la découverte dans l'air d'éléments gazeux inertes, et de la détermination de leur position dans le tableau périodique[8],[9].
- Médaille Davy : William Henry Perkin Jr. pour ses découvertes notables en chimie organique[10],[11].
- Faraday Lectureship : Wilhelm Ostwald[12]
- Médaille Lavoisier de la Société chimique de France : James Dewar[13]

## Naissances
- 11 juin : Gaston Charlot (mort en 1994), chimiste français.

- 13 juillet : Lucia de Brouckère (mort en 1982), chimiste belge.
- 14 juillet : Louis Rapkine (mort en 1948), biochimiste français d'origine russe.
- 16 août : Wendell Meredith Stanley (mort en 1971), biochimiste et virologue américain.
- 30 août : Ruby Hirose (morte en 1960), biochimiste et bactériologiste américaine ayant notamment travaillé sur les vaccins contre la poliomyélite.
- 16 septembre : Marcel Pourbaix (mort en 1998), électrochimiste belge.
- 3 octobre : Charles Pedersen (mort en 1989), chimiste organicien américain, prix Nobel de chimie en 1987.
- 25 décembre : Gerhard Herzberg (mort en 1999), physicien et chimiste canadien, prix Nobel de chimie en 1971.

## Décès
- 11 février : Vladimir Markovnikov (né en 1837), chimiste russe.

- 2 mai : Émile Duclaux (né en 1840), physicien, chimiste et biologiste français.
- 6 mai : Alexander William Williamson (né en 1824), chimiste britannique.
- 8 octobre : Clemens Winkler (né en 1838), chimiste allemand.
- 22 octobre : Karl Josef Bayer (né en 1847), chimiste autrichien.